# Sansoni
Sansoni è una casa editrice italiana fondata nel 1873 da Giulio Cesare Sansoni e con sede a Firenze.

## Storia
L'attività editoriale si rivolse fino agli anni trenta quasi esclusivamente alla letteratura, con edizioni di testi rivolti prevalentemente al mondo della scuola e dell'università, secondo un indirizzo filologico impresso da esponenti della "Scuola storica" quali Adolfo Bartoli, Guido Biagi, Giosuè Carducci, Alessandro D'Ancona, Pio Rajna, Pasquale Villari, Girolamo Vitelli. Tra le principali collane del periodo si ricordano la "Raccolta di opere inedite o rare di ogni secolo della letteratura italiana" (fondata nel 1880), la "Biblioteca scolastica di classici italiani" (fondata nel 1885), la "Collezione di classici greci"  (fondata nel 1887), la "Biblioteca critica della letteratura italiana" (fondata nel 1895). Nel 1932 Giovanni Gentile, che aveva una quota delle case editrici Bemporad e Le Monnier, attraverso uno scambio di pacchetti azionari acquisì il totale controllo della Sansoni. Gentile ne ampliò l'area di interesse alle discipline storiche e filosofiche, anche nel settore della stampa periodica. Alle prestigiose riviste già pubblicate si affiancarono la seconda serie del "Giornale critico della filosofia italiana", "Critica d'arte" diretta da Ranuccio Bianchi Bandinelli, Carlo Ludovico Ragghianti e Roberto Longhi, "Lingua nostra" diretta da Bruno Migliorini e Giacomo Devoto.
Dopo la fine della seconda guerra mondiale e l'uccisione di Giovanni Gentile la Sansoni fu diretta dal figlio del filosofo Federico (già peraltro presente nella conduzione della casa editrice negli anni precedenti), che aprì la Sansoni al mondo delle enciclopedie (tra cui si ricordano l'Enciclopedia cattolica e l'Enciclopedia dello spettacolo) e dei dizionari. Nel 1976 Federico Gentile vendette la casa editrice alla Rizzoli fondando lo stesso anno la casa editrice Le Lettere (con sede sempre a Firenze), che acquisì parte del catalogo sansoniano tra cui l'Opera Omnia di Giovanni Gentile. La Sansoni divenne successivamente un marchio editoriale del gruppo Arnoldo Mondadori Editore dedicato esclusivamente alla saggistica ed ai libri di testo universitari in ambito umanistico e scientifico. 

## Archivio storico
L'archivio storico Sansoni si trova nell'Archivio di Stato di Firenze, che ne sta curando il restauro e l'inventario dopo l'alluvione del 1966.